# معركة دير الرسل المقدسة
كانت معركة دير الرسل المقدسة (Ařak'elots vank'i křivë) صراعًا مسلحًا بين قوات الدولة العثمانية والميليشيا الأرمن في دير الرسل المقدسة (أييوي أبوستولوي) بالقرب من مدينة موش التابعة لـالدولة العثمانية في نوفمبر 1901. وكان هدف أندرانيك أوزونيان لفت انتباه القناصل الأجانب في مدينة موش لمحنة المزارعين الأرمن وتقديم بارقة أمل لـالأرمن المقهورين في المحافظات الشرقية.

## الخلفية التاريخية
كان حزب الهنشاق الديمقراطي الاجتماعي والاتحاد الثوري الأرمني منظمتين أرمنيتين تابعتين للحركة الوطنية الأرمنية النشطة في المنطقة. في عام 1894، بدأ السلطان عبد الحميد الثاني في استهداف الشعب الأرمني؛ ما أنذر بوقوع المجازر الحميدية. وعزز هذا الاضطهاد الشعور الوطني بين الأرمن.
وفي عام 1899، تعرض العديد من قادة الميليشيات الأرمنية للقتل واتهم أندرانيك أوزونيان بقيادة جميع الأنصار في منطقة ساسون بـولاية بدليس. وأصبح اسمه مشهورًا. وكان تحت قيادة أندرانيك ثمانٍ وثلاثين قرية.

## المعركة
بينما طاردت القوات التركية الفدائيين بضراوة على سهل مدينة موش، في 20 نوفمبر 1901 هبط أندرانيك من الجبال ومعه 30 فدائيًا (كيفورك شافوش وهاكوب كوتويان وآخرون) و8-10 مزارعين من قرية تسرونك، حيث دخل في مناوشات مستمرة مع القوات التركية وحصّن نفسه في دير الرسل المقدسة في الضواحي الغربية لمدينة موش.
حاصرت فرقة كاملة مكونة من خمس كتائب تركية بقيادة فيريك وعلي باشا الدير المحصن جيدًا. وطلب الجنرالات الأتراك الذين يقودون الجيش المكون من اثنى عشر ألف رجل التفاوض مع الفدائيين على الاستسلام وخلال هذه الفترة، تكبد الجيش التركي خسائر فادحة نتيجة برودة الطقس والأوبئة. وبعد تسعة عشر يومًا من المقاومة والمفاوضات المطولة، والتي شارك فيها راهب أرمني وزعيم مدينة موش وقناصل أجانب، نجح أندرانيك ورفاقه في مغادرة دير أراكيلوتس والهروب في مجموعات صغيرة. حسبما ذكر ليون تروتسكي، فقد ارتدى أندرانيك زي ضابط تركي، «خرج في دوريات الحراسة الكاملة وتحدث إليهم بلهجة تركية ممتازة» و«في نفس الوقت أرشد رجاله إلى طريق الخروج».

## التداعيات
بعد الهروب من دير أراكيلوتس، اكتسب أندرانيك مكانة أسطورية بين الأرمن القرويين. واعتاد الأتراك بعد اختفائه على قول، «أندرانيك ليس إنسانًا، إنه شبح». واعتقد الأكراد أنه في الليل عندما يخلع أندرانيك معطفه، تسقط منه رصاصات عديدة. وقد تولى أندرانيك القيادة خلال انتفاضة ساسون الثانية في عام 1904، ثم انسحب مع رجاله إلى إيران واستقال من الاتحاد الثوري الأرمني وسافر بعدها إلى أوروبا، حيث اشترك في حرب البلقان الأولى. ونشر أندرانيك مذكراته معركة دير الرسل المقدسة (The Battle of Holy Apostles' Monastery) في عام 1924 في بوسطن.

## قائمة المصادر
- The Battle of Holy Apostles' Monastery by Gen. Andranik, wr. Lewon K. Liwlçchean - London, 2008, ISBN 978-1-903656-80-8 - 59 pages
- General Andranik and the Armenian Revolutionary Movement, by Antranig Chalabian - Southfield, 1988, ISBN 978-0-9622741-1-4 - 588 pages